# Tableau des stations de radio disparues dans les Alpes-de-Haute-Provence
 (octobre 2018).
Cet article présente le tableau des stations de radio disparues dans les Alpes-de-Haute-Provence. Les stations de radio qui y figurent ont donc eu leur siège dans le département français des Alpes-de-Haute-Provence. Pour chaque station, sont précisés les noms que la radio a porté dans son histoire, la localisation du siège de la radio, c'est-à-dire la commune où était situé son studio principal, les années de création (première émission) et de disparition de cette radio, et un commentaire principalement historique. 

## Radios disparues des Alpes-de-Haute-Provence
| Noms successifs de la station                      | Siège         | Création    | Disparition | Commentaires |
| -------------------------------------------------- | ------------- | ----------- | ----------- | --- |
| Radio Galène - Galène FM - Europe 2 Haute-Provence | Sisteron      | 1984        | 1990        | Cette radio est créée à Digne-les-Bains en 1981 en commençant ses émissions en 1982 mais sans autorisation. Son histoire commence véritablement en 1984, prenant la franchise Europe 2 en 1987. Elle disparaît en 1990. |
| Radio Débats Alpins                                | Manosque      | années 1980 | 1990        | Radio créée à Manosque au début des années 1980. Après être devenue une franchise NRJ de 1988 à 1990, elle devient une locale de NRJ à part entière en 1991.                                                            |
| Radio UVFM                                         | Barcelonnette | 1984        | 1990        | Radio créée à Barcelonnette en 1984. Elle s'éteint en 1990, sa fréquence étant réattribuée à RMC. |

### Crédit d'auteurs
- Cet article est partiellement ou en totalité issu de l'article intitulé « Liste des stations disparues en France » (voir la liste des auteurs). *